# 許芷熒
許芷熒（英語：Whitney Hui；1988年11月13日—），原名許亦妮，香港女演員及節目主持，曾參加2011年香港小姐競選，獲得季軍、最上鏡小姐及亮麗奪目佳麗獎，並代表香港參與2011年國際小姐競選。2011年9月簽約無綫電視為旗下經理人合約藝員，2017年5月結束合約。

## 個人生活
2019年9月3日，與交往兩年的圈外男友Alexander Fung完成婚禮。10月3日，許芷熒在Instagram上公布懷孕消息，表示早在籌備婚禮期間就發現懷孕。2020年，誕下長女。2023年，長子出生。2024年，誕下次子。

## 演出作品

### 電視劇（無綫電視）
| 翡翠台首播              | 劇名           | 角色            |
| ----------------------- | -------------- | --------------- |
| 2013年                  |                |                 |
| 1月14日－2月8日         | 老表，你好嘢！ | Monica D.       |
| 7月15日－8月9日         | 師父·明白了    | 溫柔            |
| 12月17日－2014年1月17日 | 舌劍上的公堂   | 阿獨            |
| 2014年                  |                |                 |
| 11月3日－12月12日       | 名門暗戰       | 黃姍姍（第3集） |
| 2016年                  |                |                 |
| 2月29日－3月20日        | 潮流教主       | 鄭雪兒（Zoe）   |

### 電視節目（無綫電視）
- 2011年：今日VIP
- 2011年：香港演義（與陳智燊一起主持）
- 2011年：姊妹淘
- 2012年：靚人靚湯
- 2012年：世界衝擊影像社（與麥長青一起主持）
- 2012年：五覺大戰
- 2012年：小島怡情（與袁偉豪一起主持）
- 2012年：玩轉三周1/2
- 2014年：搵個好男人
- 2014年：千奇百趣玩HIGH D
- 2014年：街頭魔法王2

### 電影
- 2014年：喜愛夜蒲3 饰 Jolie[5]

## 曾獲獎項與提名
| 年份   | 獎項                                  | 結果 |
| 2011年 | 2011年度香港小姐競選 季軍             | 獲獎 |
| 2011年 | 2011年度香港小姐競選 「最上鏡小姐」   | 獲獎 |
| 2011年 | 2011年度香港小姐競選 亮麗奪目佳麗獎   | 獲獎 |
| 2011年 | 2011年度香港小姐競選 最具冠軍相佳麗獎 | 獲獎 |

## 外部連結
- 許芷熒的新浪微博（繁體中文）
- 許芷熒的Instagram帳戶

| 前任： 莊思明 | 香港小姐競選季軍 2011年 | 繼任： 朱千雪 |

| 前任： 李雪瑩 | 香港小姐競選最上鏡小姐 2011年 | 繼任： 岑杏賢 |